# Буркхард фон Кверфурт
Буркхард фон Кверфурт (на немски: Burchard von Querfurt; * пр. 1357; † 1384) от фамилията на графовете на Кверфурт от род Мансфелд, е епископ на Мерзебург (1382 – 1384).

## Биография
Той е син на Гебхард IV фон Кверфурт-Наумбург († 1383) и първата му съпруга Елизабет фон Мансфелд († 1358), дъщеря на граф Буркхард V фон Мансфелд-Кверфурт († 1358) и гарфиня Ода фон Вернигероде († 1343). Племенник е на Албрехт фон Мансфелд, геген-епископ на Халберщат (1346 – 1356). Брат е на Албрехт IV фон Кверфурт, архиепископ на Магдебург (1383 – 1403).
Буркхард фон Кверфурт е избран през 1382 г. за епископ на Мерзебург, след смъртта на епископ Фридрих II фон Хойм († 9 ноември 1382). Андреас Дауба е поставен като геген-епископ (1382 – 1385).